# Marta Domínguezová
Marta Domínguez Azpeleta (* 3. listopadu 1975, Palencia) je španělská atletka, běžkyně na střední a dlouhé tratě. Její specializace je především běh na 3000 a 5000 metrů. Je dvojnásobnou mistryní Evropy (2002, 2006) a dvojnásobnou vicemistryní světa (2001, 2003) v běhu na 5000 m. V roce 2009 se v Berlíně stala mistryní světa v běhu na 3000 m překážek a o rok později na evropském šampionátu v Barceloně na stejné trati získala stříbro.
Ve sbírce má rovněž úspěchy z halových šampionátů. Je halovou vicemistryní světa (2003) a halovou mistryní Evropy (2002) v běhu na 3000 metrů.
V roce 2009 byla zvolena evropskou atletkou roku.